# Thorpe le Street
Thorpe le Street – osada w Anglii, w hrabstwie East Riding of Yorkshire. Leży 31 km na północny zachód od miasta Hull i 268 km na północ od Londynu.